# Platytes impar
Platytes impar là một loài bướm đêm trong họ Crambidae.